# Союз TMA-10M
Союз TMA-10M — російський пілотований космічний корабель, який стартував 26 вересня 2013 року до МКС. Мета місії — доставити членів трьох членів екіпажу МКС-37/МКС-38 до Міжнародної космічної станції. «TMA-10M» був 117-м стартом «Союза», перший політ якого відбувся 1967 року. 

## Значимі події
Стартував із космодрому Байконур (1-й майданчик) пізно увечері 25 вересня 2013 р. До Міжнародної космічної станції корабель причалив на наступний ранок, менш ніж через шість годин після старту.
У ході польоту було проведено велику кількість технічних, технологічних, геофізичних, медичних та інших експериментів.
Космонавти прийняли й розвантажили вантажні кораблі «Прогрес М-21М» і «Сігнус».
Протягом 2013 року космонавти Олег Котов та Сергій Рязанський здійснили два виходи у відкритий космос. У ході першого з них, що відбувся 9 листопада, у відкритий космос був винесений факел майбутньої зимової Олімпіади у м. Сочі.
Майкл Хопкінс був «змушений» двічі працювати поза станції — на американському сегменті зламалася система охолодження.
Політ завершився 11 березня 2014 року.

## Екіпаж
- (Роскосмос): Олег Котов (3-й космічний політ) — командир екіпажу.
- (Роскосмос): Сергій Рязанський (1) — бортінженер.
- (НАСА): Майкл Хопкінс (1) — бортінженер.